# 陳中孚 (1882年)

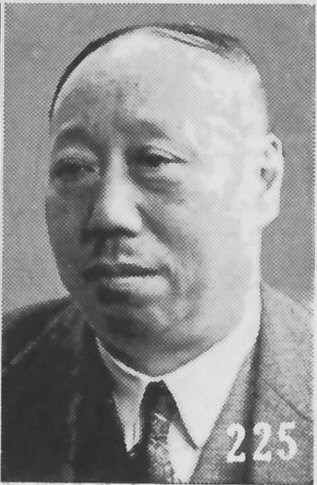

陈中孚（1882年—1958年5月24日），字奇曽，江蘇省蘇州府吴县人，中華民国政治人物。

## 生平
清末，他赴日本留学，毕业于法政大学。归国後，他和商震到東三省从事革命派的秘密活動。辛亥革命爆发后，他担任東三省革命派的联络員。
中華民国成立後，他参加二次革命，革命失敗后他逃亡到日本，後任中華革命党总務部第二科科長。1915年他归国，奉孫文（孫中山）的指示在山東省从事党務和軍務。同年末，護国战争爆发，他任東北革命軍总司令部参謀兼運糧局局長，後代理总司令职务。1917年（民国6年）他参加護法運動，任大元帥府軍事委員会委員。
国民政府成立後，陳中孚成为中国国民党中的西山会議派成員，被视为接近元老許崇智。1926年（民国15年），他任广州国民政府委員会秘書。翌年10月，他任安徽省政府財政厅厅長，12月转任该省国民政府財政特派員。1928年（民国17年），他任青島市接收专員，翌年7月改任江蘇省政府委員。同年中，他被任命为青島市長，但实际未就任。
1931年（民国20年）5月，陳中孚作为許崇智的代理人参加反蒋介石派的广州国民政府，任政務委員会委員。1935年（民国24年），冀察政務委員会（委員長：宋哲元）成立，他任该委員会的外交委員会主席委員，因同宋的意見不合而于翌年辞任。
抗日战争爆发後的1938年（民国27年）3月，陳中孚任中華民国維新政府行政院長梁鴻志的顧問。他还开始了拥立吴佩孚任親日政府首脑的活动。1939年（民国28年）他赴漢口为拥吴而设立办事处。但因为吴拒绝参加亲日政府（同年末，吴死去）该活動遭到重大挫折。汪精卫政权（南京国民政府）成立後的1941年（民国30年）5月，他任国民政府委員。後来他任（汪派）中国国民党中央監察委員。
汪精卫政权倒台后，陳中孚赴日从事“日华亲善”活动，并担任“亚洲交友会”顾问。1958年5月24日，在东京都因心肌梗死逝世。享年77（满75岁）。